# Erysimum collinum
Erysimum collinum là một loài thực vật có hoa trong họ Cải. Loài này được (M.Bieb.) Andrz. ex DC. mô tả khoa học đầu tiên năm 1824.